# Wilhelm Lüddecke

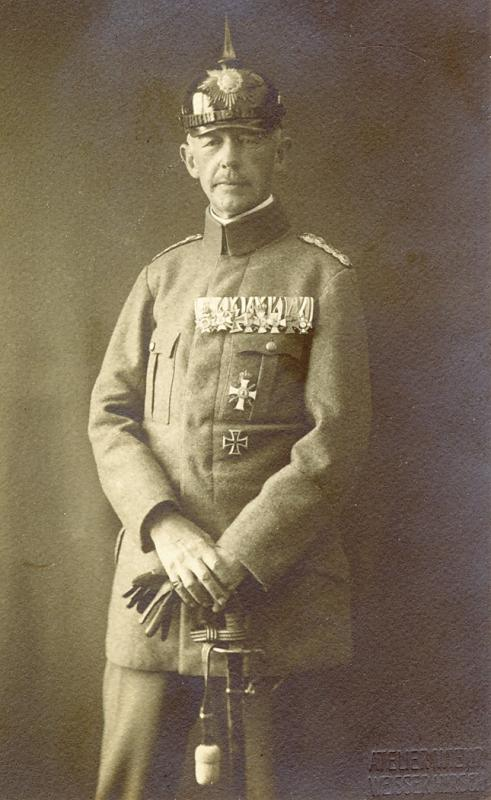
Wilhelm Lüddecke

Moritz Ferdinand Peter Wilhelm Lüddecke (* 9. Dezember 1861 in Harbke; † 25. Juni 1926 in Dresden) war ein sächsischer Generalmajor.

## Leben

### Karriere
Lüddecke absolvierte Ostern 1884 das herzogliche Gymnasium zu Helmstedt und erhielt das Zeugnis der Reife. Er trat daraufhin am 18. März 1884 als Avantageur in die Sächsische Armee ein und wurde am 21. Dezember 1884 zum Fähnrich im 7. Infanterie-Regiment „König Georg“ Nr. 106 ernannt. 1885 wurde er zum Leutnant befördert.
Am 22. Februar 1893 erfolgte seine Beförderung zum Oberleutnant und am 26. März 1899 zum Hauptmann und Kompaniechef. 1906 wurde er mit dem Roten Adlerorden IV. Klasse ausgezeichnet. 1907 wurde er mit dem Ritterkreuz I. Klasse des Albrechts-Ordens ausgezeichnet. Nach Beförderung zum Major am 22. Mai 1908 wurde Lüddecke Vorstand des Dresdner Festungsgefängnis. und erhielt im Jahr darauf das Dienstauszeichnungskreuz. Er wechselte am 13. Dezember 1910 als Kommandeur des II. Bataillons zum 11. Infanterie-Regiment Nr. 139. Unter Verleihung des Charakters als Oberstleutnant wurde Lüddecke am 1. Oktober 1913 mit Pension zur Disposition gestellt.
Nach Ausbruch des Ersten Weltkrieges wurde er als z.D.-Offizier wiederverwendet und war Bataillonskommandeur des Reserve-Infanterie-Regiment Nr. 241 und im Dezember 1914 Kommandeur des Reserve-Jäger-Bataillons Nr. 25. Im Februar 1915 löste er Oberst Friedrich Pudor als Kommandeur des Reserve-Infanterie-Regiments Nr. 242 ab und nahm an der zweiten Flandernschlacht teil. Für dortige Verdienste wurde er am 27. Mai 1915 mit dem Ritterkreuz des Militär-St.-Heinrichs-Ordens beliehen. Am 21. Mai 1917 wurde er zum Oberst befördert. Sein Regiment führte er noch bis 1918, bevor er es an Oberstleutnant Alexander Gause abgab, welcher es bis zur Demobilisierung kommandierte. Er diente dann als Kreischef von Tongern. Am 10. November 1918 wurde er Leiter des Versorgungsamtes des XII. (I. Königlich Sächsisches) Armee-Korps. Lüddecke erhielt am 16. November 1919 den Charakter eines Generalmajors und diente ab dem 1. April 1920 als Leiter des Versorgungsamtes Rochlitz. Er nahm dann seinen Abschied von der Armee.
Nach Kriegsende lebte er in der Bürgerwiese 18 in Dresden, wo er 1926 starb.

### Familie
Seine Ehefrau war Elly Präsl, mit der er mindestens zwei Söhne hatte.

## Schriften
- Geschichte des königlich sächsischen Reserve-Infanterie-Regiments 242. R. Mönch, 1924 (Geleitwort)